# Autobusna linija br. 103 u Zagrebu
Linija 103 (Britanski trg – Kraljevec) gradska je autobusna linija ZET-a u Zagrebu. Povezuje Kraljevec s tramvajsko-autobusnim terminalom Britanski trg u centru grada. Na Britanskom trgu moguće je presjedanje na tramvajske linije 1, 6 i 11.

## Trasa
Prometuje trasom: Britanski trg – Ulica Ivana Kukuljevića – Zelengaj – Kraljevec.                  

## Raspored
Linija prometuje svaki dan. Slijed polazaka radnim danom je 30 minuta, subotom otprilike 40 minuta, a nedjeljom 40 – 80 minuta.
Na liniju 103 se disponira 3 standardna "solo" autobusa radnim danom i 2 vikendom i praznicima. Navedene autobuse dijeli s linijom 102.

## Vanjske poveznice
- Vozni red linije 103

1. ↑  Datoteke u GTFS formatu. zet.hr. Pristupljeno 5. lipnja 2025. - Sadrži informacije tijela javne vlasti u skladu s Otvorenom dozvolom